# 阿马纳风格

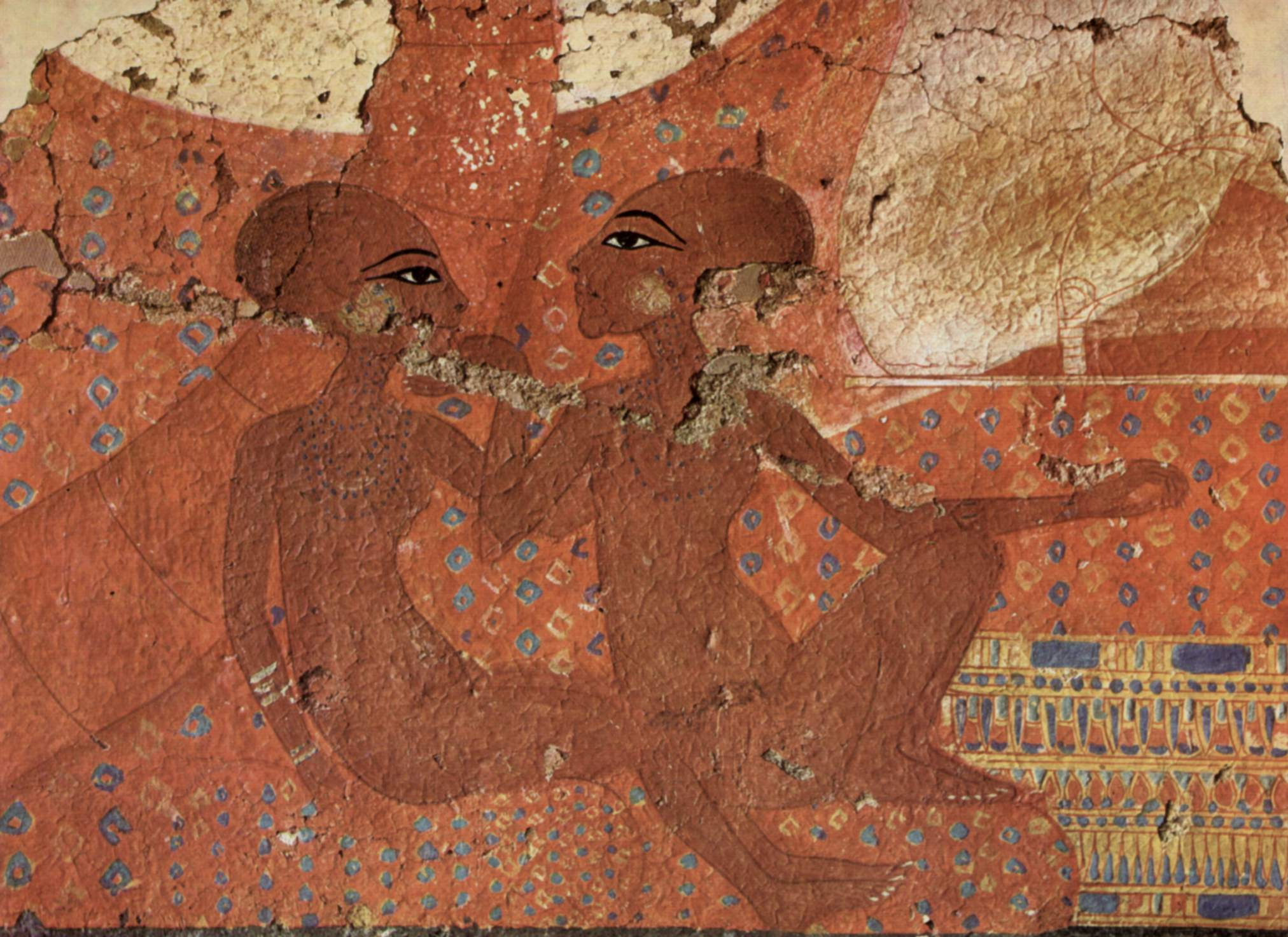
阿马纳时期的妮斐妮斐鲁丽与妮斐妮斐鲁阿吞-塔斯荷瑞特公主像

阿马纳风格（英語：Amarna art），古埃及艺术的创新风格，由新王国第十八王朝的统治时期（约公元前1353年至约公元前1336年）自称为阿肯那顿的阿蒙霍特普四世所创导。阿肯那顿对古埃及的艺术和宗教生活的改变是非常激烈的，常被称为阿马纳异端。他极力强调自己的神圣，他是唯一的至高无上的神日轮（埃及太阳神象征）阿頓的化身。他恢复了古老的习俗，崇拜太阳，废除埃及人信奉的一切众神，其中包括阿肯那顿的父亲极端崇拜的以前尊为万神之王的阿蒙。阿肯那顿不满足于仅在首都底比斯建立阿頓神庙，他建新都于沙漠边缘，靠近现在的特勒·埃尔·阿马纳的地方，命名为埃赫塔吞（意为“阿頓神德泽所被之地”）。

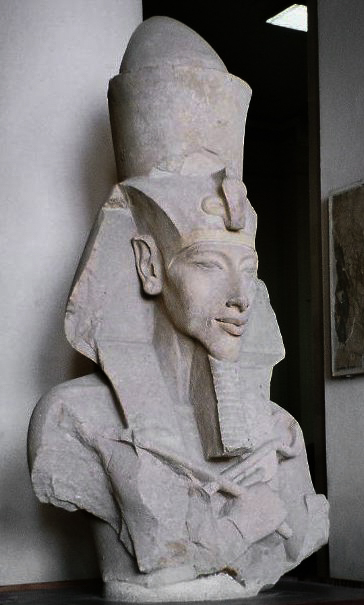
阿肯那顿像

## 特征
废除了除阿頓之外的所有埃及众神之后，阿肯那顿规定以他自己和他的家庭为艺术作品的主要题材，既要描绘他喜爱的家庭场面，也要画他和阿頓神的和谐一致；阿頓神被画成金色的球，光芒四射最后变成众多小手，把象征生命的安卡赐予阿肯那顿和他的王后奈费尔提蒂。阿马纳艺术最值得注意之处是描绘这位法老及其家庭的方法，摒弃了先前的清规戒律，为“自然主义”描绘开辟道路，把他们画得更像真实的人。它实质上实现了艺术的世俗化，国王家族同过去画中的奴役和平民一样，取家常姿态和家常环境。有些专家看到描绘阿肯那顿本人的像——长形的头、细长的颈项与四肢和隆起的肚子——是基本真实的身体特征的艺术夸张，可能是某种罕见疾病改变了他的头和臀部的结果。无论是什么原因，这种表现主义的体型最终在某种程度上成为整个阿马纳时期大多数描绘人物形象的典范。

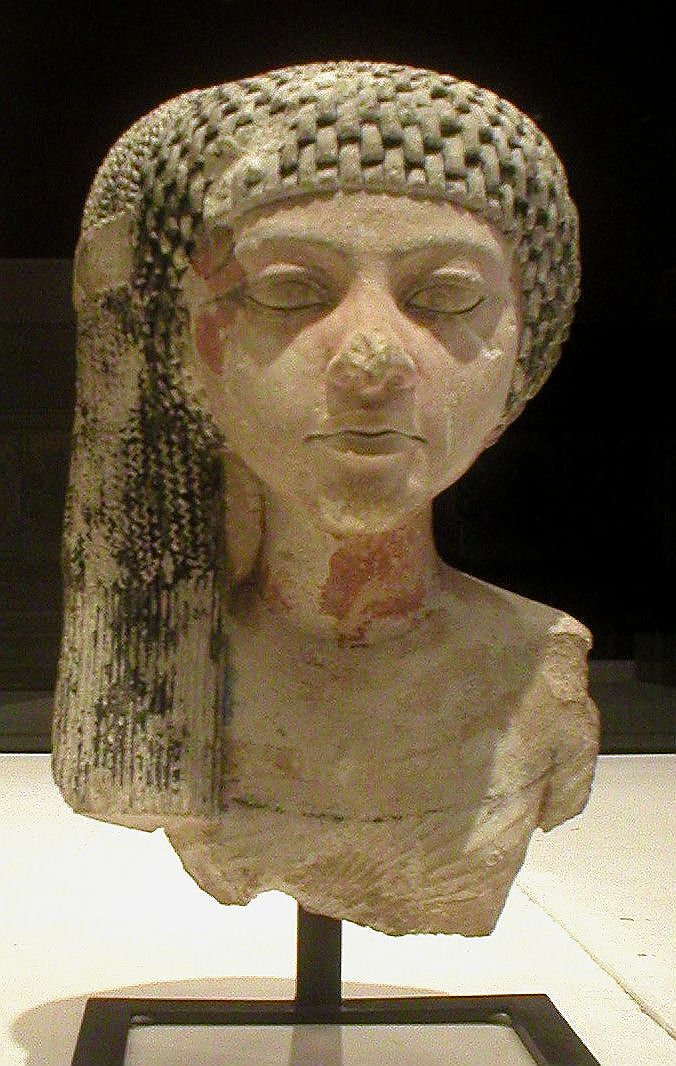
阿肯那顿女儿迈里特阿吞半身像

## 墓葬
在埃赫塔吞的官员墓地中发现的着色墓壁浮雕，与通常坟墓中发现的死后生活光景相反，对当地日常生活揭示颇多。
画面从一面墙到另一面墙，不理会传统惯用的把可画空间分成框格或水平带状的方式。呈现出热爱自然形象，并且单纯的风景也被认为是主题的素材。还有单纯的半身像和头像。

## 结束
艺术革新和崇拜阿頓都没有使阿肯那顿成为不朽。大神庙被反对膜拜阿頓的人们夷为平地，阿肯那顿的名字从官方帝王名册中除去，后来被称为“那个埃赫塔吞的罪犯”。他的继任者之一的图坦卡蒙试图回到较为传统的艺术观念，但是这个时期的美术依然明显地受阿马纳的影响。在第十八王朝后期，继续坚定地清除艺术异端成分，到霍伦希布统治时期又恢复严格的形式主义。